# ラミーヌ・サコー
ラミーヌ・サコー（Lamine Sakho、1977年9月28日 - ）は、セネガル出身のサッカー選手。ポジションはミッドフィールダー。

## 来歴
かつてはニーム・オリンピック、RCランス、オリンピック・マルセイユ、ASサンテティエンヌ、モンペリエHSCとフランスのクラブを転々としていた。また、マルセイユ所属時代にリーズ・ユナイテッドFCにレンタル移籍したこともある。